# Падурени (Шендричени)
Падурени (рум. Pădureni) насеље је у Румунији у округу Ботошани у општини Шендричени. Oпштина се налази на надморској висини од 180 m.

## Становништво
Према подацима из 2002. године у насељу је живело 1191 становника, од којих су сви румунске националности.